# Gouvernement Medenine
Das Gouvernement Medenine (arabisch ولاية مدنين, DMG Wilāyat Madanīn) ist eines der 24 Gouvernements in Tunesien. Es liegt in Höhen von 0 bis 500 m ü. d. M. an der Mittelmeerküste und im anschließenden Hinterland im Südosten des Landes und umfasst auch die Insel Djerba. Es hat eine Fläche von 8588 km² sowie eine Bevölkerungszahl von etwa 480.000. Es ist nach seiner Hauptstadt Medenine benannt und wurde am 21. Juni 1956 eingerichtet.

## Geographie und Klima
Das in großen Teilen wüsten- oder halbwüstenartige Gouvernement hat einschließlich der Insel Djerba eine etwa 400 Kilometer lange Küstenlinie zum Mittelmeer. Durch das Gouvernement zieht sich die Djeffara-Ebene. Im Westen befindet sich ein Teil des Berglands des Dahar und jenseits davon der Beginn des Sandmeeres Östlicher Großer Erg. Westlichster Punkt des Gouvernements ist der Brunnen Bir Soltane. Im Süden schließt das Gouvernement Tataouine an, das im Jahr 1981 aus dem Gouvernement Medenine ausgegliedert wurde. Im Nordwesten bzw. Westen liegen die Gouvernements Gabès und Kebili. Im Osten grenzen die libyschen Munizipe An-Nuqat al-Chams und Nalut an.
Die mittleren Tagestemperaturen liegen im Sommer je nach Bewölkung und Höhenlage bei 25 °C bis 30 °C; Spitzenwerte reichen bis zu 40 °C. Im Winter sinken die Tagestemperaturen auf 8 °C (im Hinterland) bis 16 °C (an der Küste) ab. Die durchschnittliche Niederschlagsmenge pro Jahr beträgt üblicherweise zwischen 150 und 200 Millimetern.

## Verwaltungsgliederung

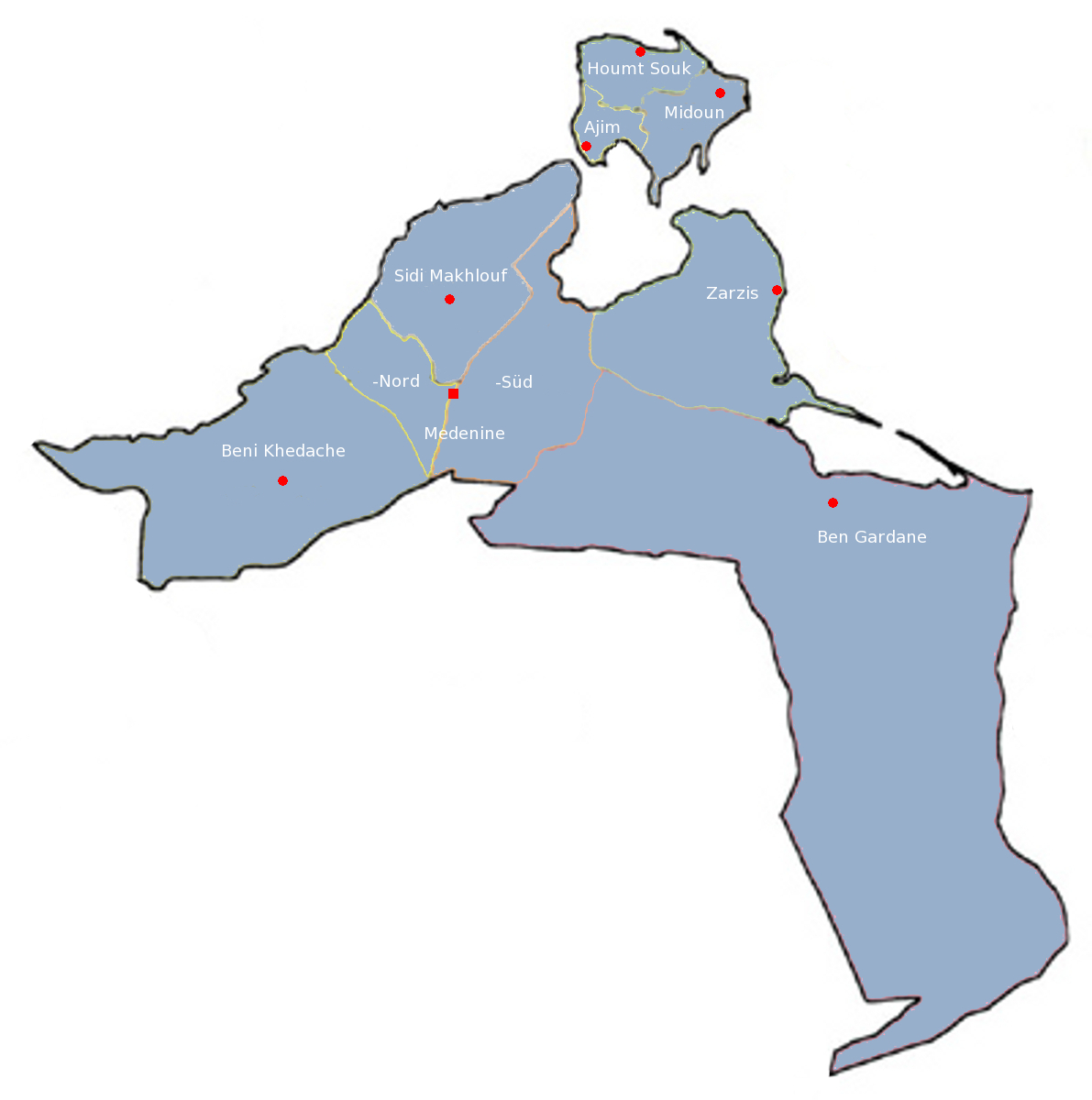
Delegationen des Gouvernements Medenine

Das Gouvernement Medenine ist in neun Delegationen unterteilt:
| Delegation        | Einwohner 2004 | Einwohner 2014 |
| ----------------- | -------------- | -------------- |
| Ben Gardane       | 70.907         | 79.912         |
| Beni Khedache     | 28.586         | 25.885         |
| Djerba Ajim       | 24.166         | 24.294         |
| Djerba Houmt Souk | 64.919         | 75.904         |
| Djerba Midoun     | 50.459         | 63.528         |
| Medenine Nord     | 48.102         | 54.769         |
| Medenine Süd      | 48.087         | 54.640         |
| Sidi Makhlouf     | 23.728         | 25.206         |
| Zarzis            | 73.549         | 75.382         |
| Summe             | 432.503        | 479.520        |

## Wirtschaft
Die hauptsächlichen Wirtschaftszweige sind Landwirtschaft und Fischfang, die darauf basierende Lebensmittelindustrie und der sich seit den 1970er Jahren immer stärker entwickelnde Tourismus (vor allem auf der Insel Djerba). Letzterer hat auch den Dienstleistungssektor (Banken-, Schul- und Gesundheitswesen etc.) insgesamt weiter vorangebracht und zu einer Zunahme der Bevölkerung geführt.

## Geschichte

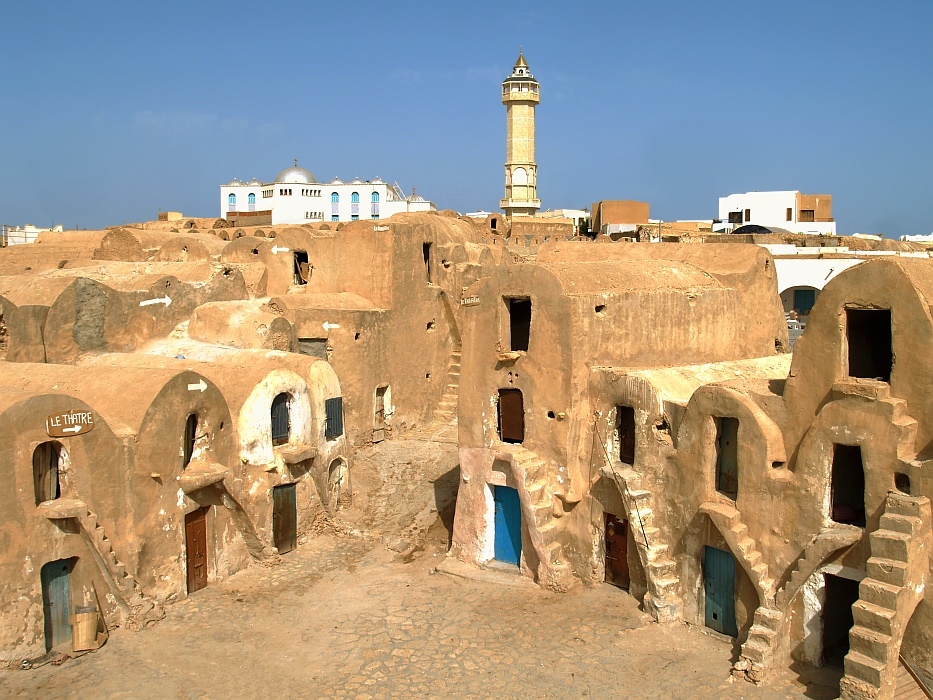
Ksar in Medenine

Das Gebiet hat eine lange, jedoch kaum dokumentierte Geschichte, die vom Karawanenhandel und seinen Lagerplätzen (ksour) geprägt ist. In den Bergen des Dahar finden sich alte Berbersiedlungen; an der Mittelmeerküste und auf der Insel Djerba befinden sich mehrere phönizisch-römische Siedlungen. Auf Djerba findet sich eine der ältesten Synagogen Nordafrikas. In der zweiten Hälfte des 7. Jahrhunderts erreichte der Islam die Region; es dauerte jedoch noch lange, bis die Berber die neue Religion angenommen hatten.

## Kultur
An der Mittelmeerküste finden sich Ruinenstätten wie etwa das von den Puniern gegründete, später jedoch von den Römern übernommene Gigthis oder das römische Meninx (bei El Kantara). Die El-Ghriba-Synagoge auf Djerba ist sowohl von historischer wie von kultureller Bedeutung. Darüber hinaus finden sich im Gouvernement die Speicherburgen der Berber.

## Partnerschaften
Das Gouvernement unterhält Partnerschaften mit folgenden Gebietskörperschaften:
- Munizip an-Nuqat al-Chams
- Landkreis Helmstedt
- Département Hérault
- Region Korsika
- Freies Gemeindekonsortium Syrakus